# Xenicus gilviventris
Lo scricciolo dell'Isola del Sud o scricciolo di roccia neozelandese (Xenicus longipes Pelzeln, 1867) è un uccello passeriforme della famiglia degli Acantisittidi.

## Etimologia
Il nome comune della specie, gilviventris, deriva dal latino e significa "dal ventre color giallo chiaro".

In lingua māori lo scricciolo dell'Isola del Sud è noto come pīwauwau ("piccolo uccello lamentoso"), mātuitui o tuke ("spasmo", in virtù ai caratteristici movimenti posr-atterraggio): caso raro fra gli uccelli della Nuova Zelanda, lo scricciolo dell'Isola del Sud non ha assunto come nome comune il suo nome locale.

## Descrizione

### Dimensioni
Misura 9,5 cm, per 16-20 g di peso: a parità d'età, le femmine sono più pesanti dei maschi anche di un quarto.

### Aspetto

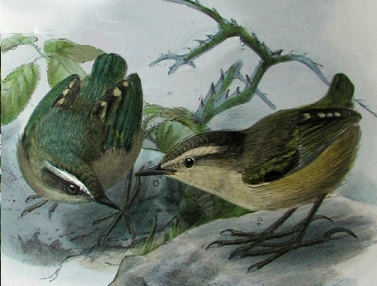
Coppia (maschio a sinistra).

Si tratta di uccelli dall'aspetto paffuto e arrotondato, muniti di grossa testa allungata che sembra incassata direttamente nel resto del corpo, lungo becco sottile e appuntito, ali corte e arrotondate, corta coda squadrata e lunghe e forti zampe dalle lunghe dita e dagli artigli ben sviluppati (in particolar modo quello del dito rivolto all'indietro).
Il piumaggio presenta dimorfismo sessuale: nei maschi fronte, vertice, nuca, dorso, ali (ad eccezione delle remiganti, che sono nerastre con orlo interno biancastro e le ultime due primarie giallastre) e coda sono di color verde oliva, mentre gola, petto, ventre e sottocoda sono di colore grigiastro. Dello stesso colore è il sopracciglio, mentre fra i lati del becco e l'area dell'orecchio è presente una banda scura che forma una mascherina attorno agli occhi: i fianchi sono gialli, come intuibile dal nome scientifico.

Nella femmina il verde dell'area dorsale è sostituito dal bruno-grigiastro, il giallo dei fianchi dal nocciola e la mascherina facciale è molto meno marcata.
In ambedue i sessi, il becco è nero, le zampe sono di color bruno-nerastro e gli occhi sono di colore bruno scuro.

## Biologia

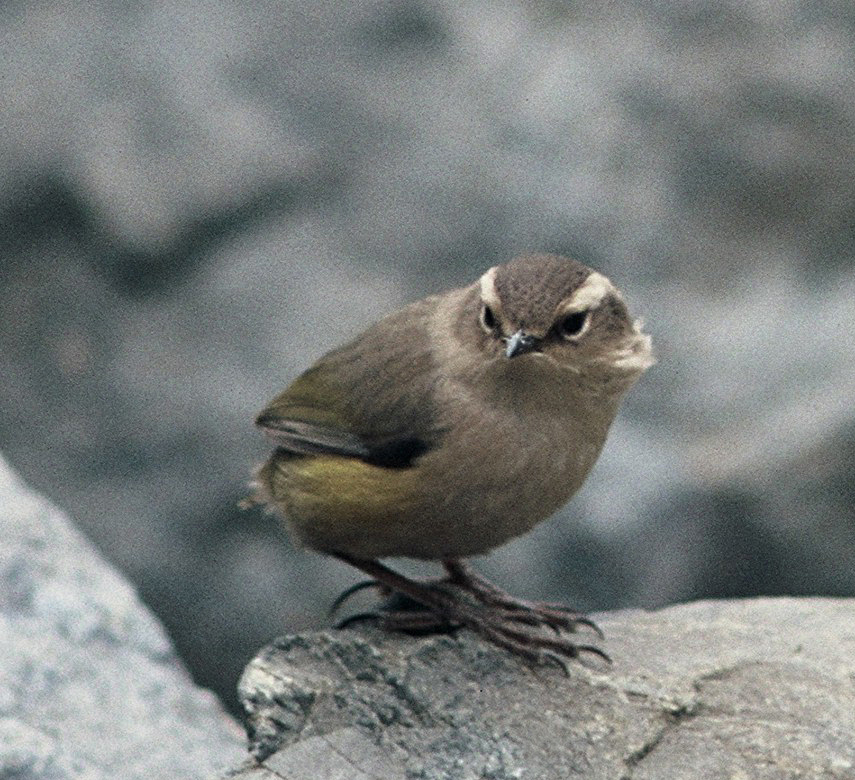
Femmina in natura.

Si tratta di uccelli che vivono da soli o in coppie in un territorio ben definito, che difendono emettendo di tanto in tanto corti richiami ronzanti: cattivi volatori (non sono infatti in grado di volare per più di 30 metri, planando in genere per un paio di metri da una pianta all'altra), questi uccelli sono invece veloci camminatori, passando la maggior parte della giornata al suolo o arrampicandosi fra i cespugli grazie alle forti zampe unghiute.

### Alimentazione

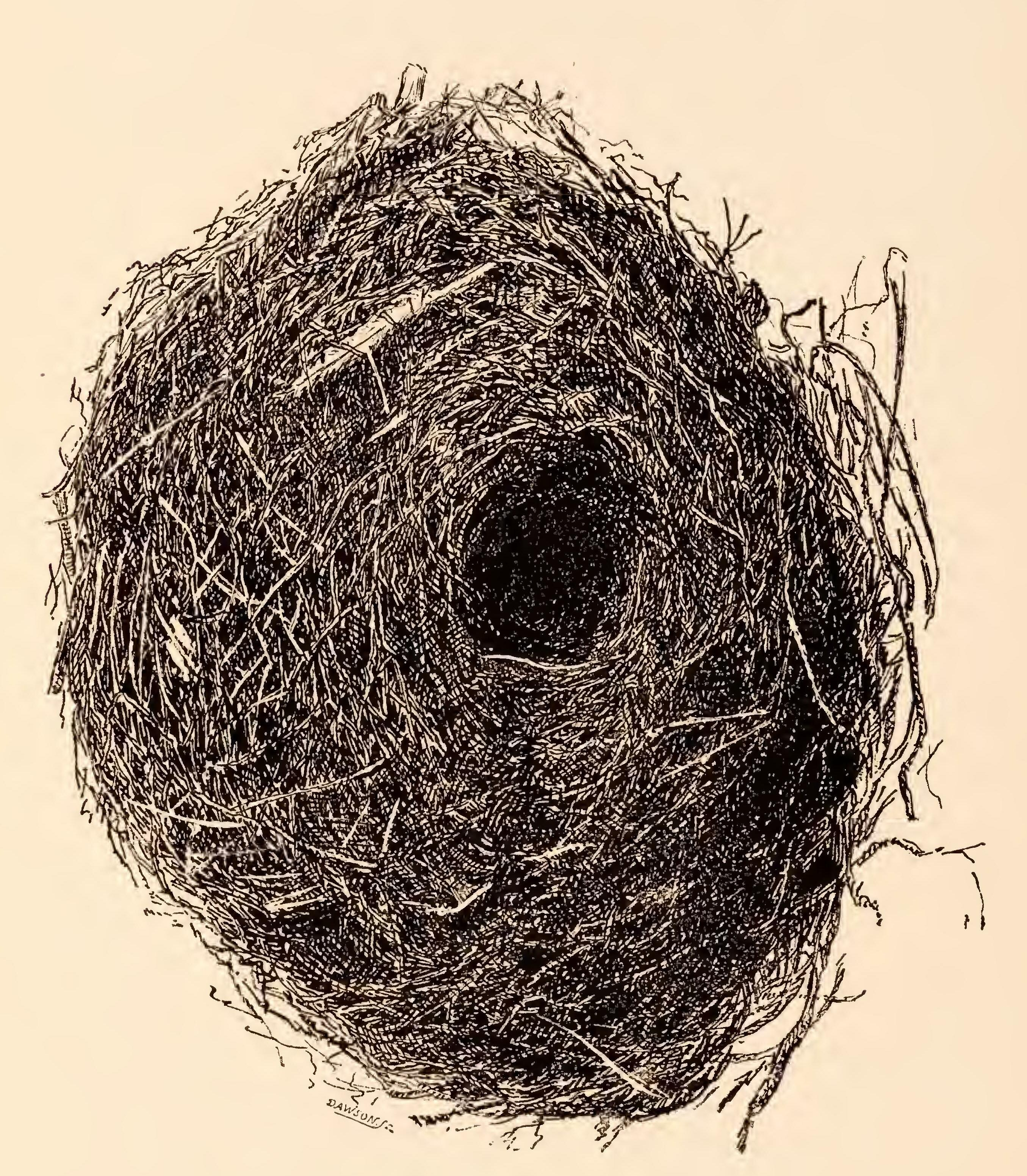
Illustrazione di nido.

Lo scricciolo dell'Isola del Sud è in larga parte insettivoro, cibandosi di una gran varietà di insetti ed altri piccoli artropodi (fra cui i collemboli) reperiti perlopiù al suolo, raspando fra i detriti o smuovendo rocce e pezzetti di legno e foglie col becco, oppure sondando i buchi dei tronchi morti e dei rami dei cespugli col becco appuntito.

### Riproduzione
Si tratta di uccelli monogami, la cui stagione riproduttiva va da settembre a gennaio: i due sessi rimangono assieme per molto tempo, collaborando in tutte le fasi dell'evento riproduttivo.
Il nido ha forma globosa o a tubo chiuso da un lato, e viene costruito da ambedue i partner in una spaccatura o una cavità fra le rocce, intrecciando fibre vegetali, pelame, penne e piume di altri uccelli (fra cui anche il kakapo, tanto che in passato per investigare la presenza di questi uccelli in un territorio si controllava la presenza delle loro penne nei nidi degli scriccioli dell'Isola del Sud): nella camera di cova al suo interno la femmina depone 2-5 uova di colore chiaro, che essa si alterna a covare col compagno per circa due settimane, al termine delle quali schiudono pulli ciechi ed implumi.

I nidiacei vengono accuditi da ambedue i genitori: attorno ai 24 giorni di vita essi cominciano ad avventurarsi nei pressi del nido, pur lasciando i genitori in maniera definitiva solo attorno al mese d'età.

## Distribuzione e habitat

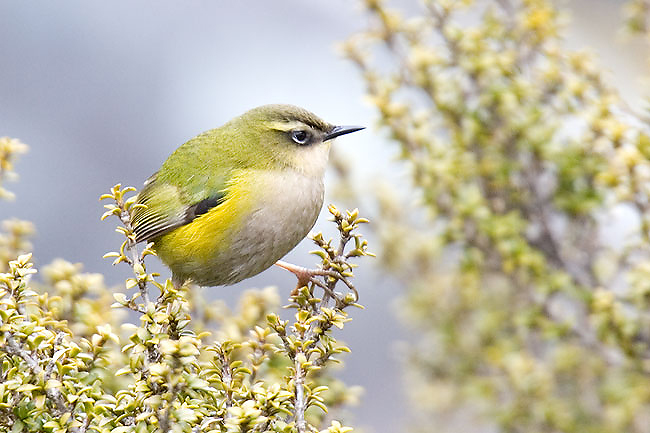
Maschio in natura.

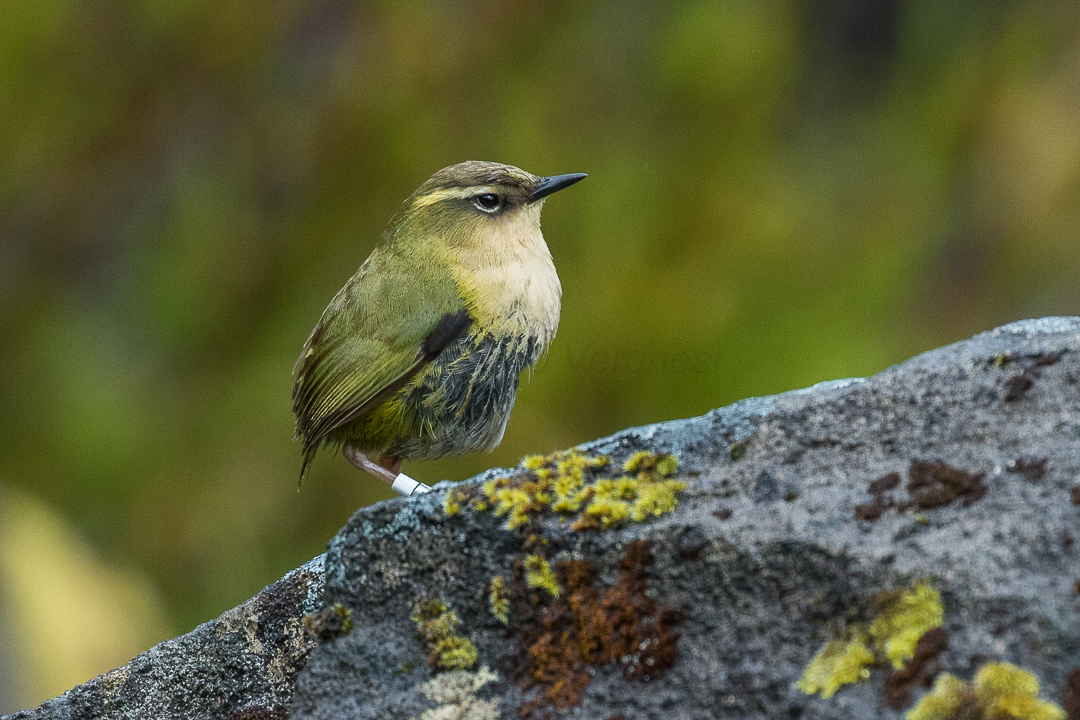
Esemplare a Te Anau.

Come intuibile dal nome comune, lo scricciolo dell'Isola del Sud è endemico dell'Isola del Sud in Nuova Zelanda, della quale abita la fascia pedemontana occidentale delle Alpi meridionali: una colonia riproduttiva è stata inoltre introdotta nel 2010 a Secretary Island, nel Fiordland.

Resti fossili e subfossili ascrivibili a questi uccelli sembrerebbero indicare che essi abitassero anche l'Isola del Nord prima dell'arrivo dei coloni polinesiani.
Questi uccelli rappresentano l'unica specie nativa a vivere in ambiente alpino, abitando durante tutto l'anno le aree montane a rada copertura cespugliosa e le aree rocciose e a ghiaione delle morene, dove reperisce il cibo.

Nonostante viva in zone ricoperte dalla neve per parte dell'anno, questo uccello non effettua migrazioni altitudinali, rimanendo sempre nello stesso territorio e reperendo il cibo sotto le rocce.

## Conservazione
Sebbene negli anni '30 si ritenesse improbabile che gli scriccioli dell'Isola del Sud potessero patire gli effetti disastrosi dell'alterazione dell'habitat e della predazione da parte delle specie introdotte, così non è stato: l'areale di diffusione di questi uccelli si è frammentato sempre più dall'arrivo degli europei in Nuova Zelanda, e la predazione di uova e adulti da parte di ratti e mustelidi rappresenta un grave pericolo per loro: anche il riscaldamento globale rappresenta una grave minaccia per la sopravvivenza della specie.
Studi sul campo hanno mostrato che il numero di questi uccelli è in diminuzione fin dagli anni '80, con decrescita numerica quantificabile fra il -24 ed il -44 %: per questo motivo, la specie viene classificata dall'IUCN come In Pericolo (EN).